# Koropiec
Koropiec (ukr. Коропець, Koropeć) – osiedle typu miejskiego na Ukrainie w rejonie czortkowskim obwodu tarnopolskiego.

## Historia
Koropiec (Kropiec) był głównym miastem osobnego powiatu (łac. districtus), który początkowo był stawiany na równi obok powiatów halickiego i trembowelskiego.
W 1427 wzmiankowano, że Koropiec posiada prawa magdeburskie oraz że król Władysław Jagiełło uposażył istniejący już wcześniej kościół parafialny. Do połowy XV wieku Koropiec należał do dóbr królewskich. W 1453 właścicielem miasta był Michał Buczacki.
Fedor Lubartowicz m.in. posiadał też zamek w Koropcu (zdaniem Łeontija Wojtowycza, chodzi o Koropiec na brzegu Dniestra). Fedor Lubartowicz zdaniem Zygmunta Radzimińskiego miał m.in. syna Andruszka (zm. ok. 1438), księcia na Koropcu. Przez pewien czas Koropiec był własnością Zofii z Mieleckich, żony Jana Karola Chodkiewicza.
W 1607 został zniszczony przez Tatarów. W 1615 wieś była już własnością Stefana Potockiego, wojewody bracławskiego. Dziedziczona w rodzinie Potockich przez dwa stulecia.
Przy końcu XVIII w. Koropiec nabyty został przez Mysłowskich h. Rawicz. Nowi właściciele w pocz. XIX w. wybudowali klasycystyczny pałacyk. W drugiej poł. XIX w. właścicielem był Alfred Mysłowski, zamiłowany hodowca koni i uczestnik wyścigów. Żoną jego była Helena z Młockich, jedna z uznanych piękności Lwowa. Urokowi pałacu w Koropcu (między innymi marmurowe żłoby w stajniach) nie mógł oprzeć się marszałek Sejmu Galicyjskiego (namiestnik c. k.) Stanisław Marcin Badeni, który nabył pałac od syna Alfreda (Alfreda jr) w 1893. Po nim zaś majątek przypadł najmłodszemu jego synowi, Stefanowi, który był jego właścicielem do 1939 r.
W II Rzeczypospolitej wieś była siedzibą gminy wiejskiej Koropiec w powiecie buczackim, województwo tarnopolskie.
W 1929 roku liczyła 5366 mieszkańców.
Przez pewien czas Koropiec był siedzibą rejonu koropieckiego.
W latach 1943–1945 nacjonaliści ukraińscy z OUN-UPA w samym Koropcu zamordowali 40 Polaków oraz powiesili Ukrainkę, żonę Polaka, i troje jej dzieci. Dokonali też  zbrodni na Polakach we wsiach: Barysz, Korościatyn, Puźniki, Zalesie, położonych na północ od Koropca.
W 1989 liczyło 3779 mieszkańców.
W 2013 liczyło 3474 mieszkańców.

## Zabytki

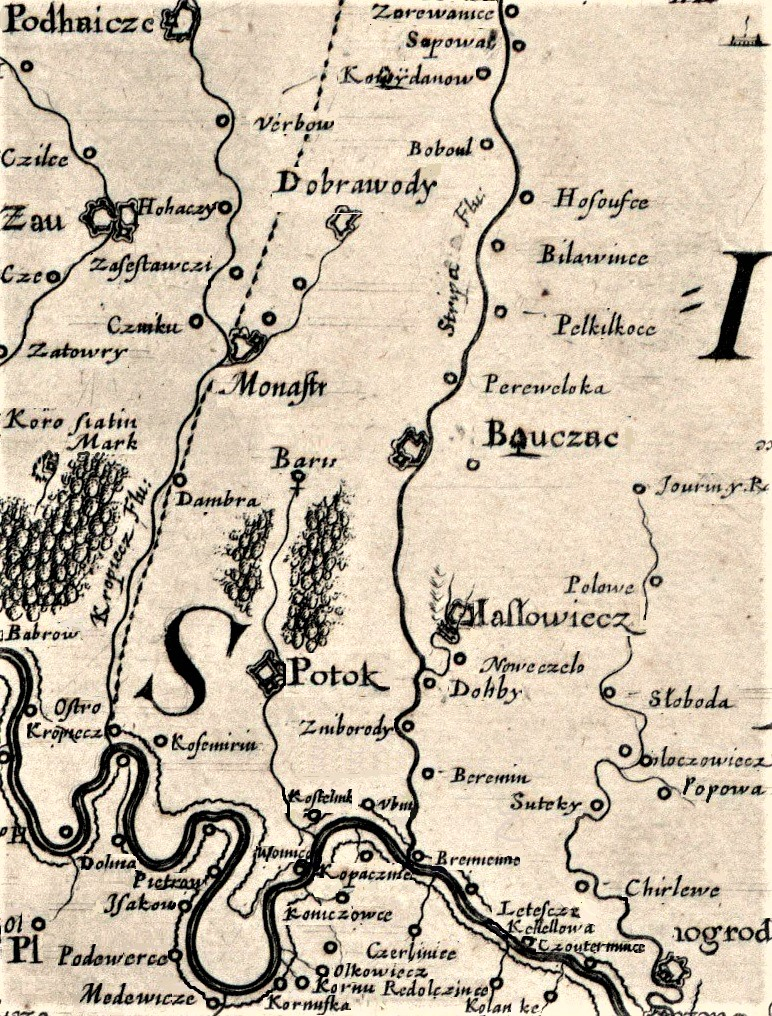
Kropiecz na mapie z 1650

- pałac w Koropcu – pierwszy niewielki klasycystyczny pałac zwieńczony czterospadowym dachem został wzniesiony przez Mysłowskich na początku XIX w. Hrabia Stanisław Marcin Badeni przebudował pałac do 1906 roku na wielkopańską rezydencję w stylu neorenesansowym[11]. Pałac został zniszczony w latach 1914–1920, ale wkrótce go odbudowano. Po 1945 r. mieścił się w nim dom dziecka i szkoła. Pałac otacza park krajobrazowy z początku XIX w. Przed 1939 r. park miał 200 ha, obecnie około 6 ha.

- kościół rzymskokatolicki pw. św. Mikołaja poświęcony w 1868 roku[4]. Powstał dzięki funduszom rodziny Mysłowskich i zapisowi księdza Marcina Mierzwińskiego. Kościół konsekrowano w 1882 roku[4]. Zrujnowany w okresie Ukraińskiej SRR po wysiedleniu z tych ziem Polaków w 1946 roku, gdy zamieniono go na magazyn ziarna, a od 1960 roku na salę sportową i sklep meblowy. Remontowany po upadku ZSRR z inicjatywy polskiego duchownego ks. Ludwika Rutyny i poświęcony ponownie w 1992 roku.
- cmentarz katolicki z 650 polskimi nagrobkami.
- cerkiew na Przewoźcu pw. Zaśnięcia Bogarodzicy z 1785 r.
- pomnik Anieli Krzywoń poległej w bitwie pod Lenino, Polki z położonej na północ wsi Puźniki.

## Ludzie związani z Koropcem
- Adam Fedorowicz – starosta powiatu buczackiego, w 1937 r. otrzymał honorowe obywatelstwo m.in. Koropca[12]
- Władysław Julian Jachimowski (1826–1908)[13] – polski duchowny, dziekan tymczasowy w Buczaczu[14].
- ks. Jakób Kaczorowski – proboszcz w Koropcu, tymczasowy dziekan buczacki w 1848[15]
- Mysłowscy a wśród nich:
- Antoni Mysłowski (ur. 1802, zm. 10 grudnia 1872) – dziedzic Koropca (70), autor: Uwagi nad handlem zbożowym...

## Ludzie urodzeni w Koropcu
- Michał Kaziów – polski pisarz i publicysta, dziennikarz radiowy pracownik Polskiego Związku Niewidomych.
- Marko Kahaniec[16] – ukraiński chłop, działacz społeczny[17][18]
- Iwan Dolisznij – ukraiński ekonomista, ojciec akademika Marjana Dolisznego[19]
- Michał Sobków – polski lekarz (specjalista w zakresie medycyny przemysłowej), pamiętnikarz, pisarz[20]